# Les Chardons du Baragan
Pour plus de détails, voir Fiche technique et Distribution.
Les Chardons du Baragan (Ciulinii Bărăganului) est un film roumain sorti en 1958, réalisé par Louis Daquin d'après le roman éponyme de Panait Istrati, mais sur un scénario plus conforme au point de vue de la Roumanie communiste de l'époque.

## Synopsis
Dans le Royaume de Roumanie de 1906, et dans la steppe du Bărăgan, un adolescent, Matache (lire Mataque) et ses parents paysans, vivent péniblement de la terre. Ils quittent leur village dans l'espoir de trouver un meilleur sort, mais la mère meurt après un accident. Pour subsister, le père se fait engager dans une ferme. Après un vol, le propriétaire, un riche boyard, le désigne comme coupable, et lâche sur lui ses chiens qui le tuent. Matache, désormais seul, est recueilli par une famille compatissante.
Les récoltes sont mauvaises, les paysans vivent mal ; les boyards, eux, vivent bien. Au printemps 1907, les paysans poussés à bout se révoltent. La répression est sanglante, les massacres effroyables. Matache, qui a survécu à l'horreur, décide, encore une fois, de partir.

## Fiche technique
- Titre original : Ciulinii Bărăganului
- Titre français : Les Chardons du Baragan
- Réalisation : Louis Daquin, assisté de Maurice Failevic
- Scénario : Louis Daquin, Antoine Tudal et Alexandru Struteanu, d'après le roman autobiographique éponyme de Panaït Istrati
- Photographie : André Dumaître
- Cadreur : Philippe Brun
- Décors : Liviu Popa
- Costumes : Maria Bortnovschi
- Musique : Radu Paladi
- Montage : Eugenia Gorovei
- Assistant réalisateur : Gheorghe Vitanidis
- Société de production : Filmstudio Bucuresti
- Pays d'origine : Roumanie
- Format : Noir et blanc - 35 mm - 1,37:1
- Genre : drame
- Dates de sortie : mai 1958, Festival de Cannes ; France, novembre 1959

## Distribution
- Nutsa Chirlea : Matache
- Ana Vlădescu : Tudoritsa
- Ruxandra Ionescu : Stana
- Florin Piersic : Tănase
- Nicolae Tomazoglu (ro) : Marin
- Clody Bertola (ro) : Dudaca
- Matei Alexandru
- Marcel Anghelescu (ro)
- Mihai Berechet
- Benedict Dabija
- Constantin Ramadan (ro)
- Maria Tănase

## Distinctions
Les Chardons du Baragan a fait partie de la sélection officielle du Festival de Cannes 1958, représentant la République populaire roumaine.

## Débat en 1972

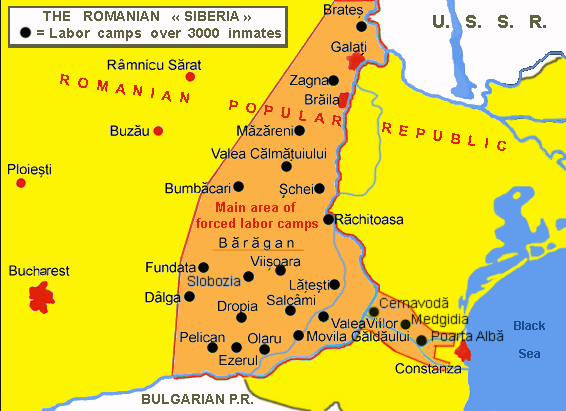
Le Bărăgan comme « Sibérie roumaine » entre 1948 et 1989 selon Victor Frunză Istoria comunismului în România, EVF, Bucarest, 1999, ISBN 973 9120 05 9

À la suite du visionnage de ce film, dans un débat télévisé en 1972 (époque où le régime de Nicolae Ceaușescu, qui avait soutenu le « Printemps de Prague », apparaissait dans les médias français comme un communisme indépendant du bloc de l'Est et plutôt sympathique), François Mitterrand, alors en plein processus de constitution du « Programme commun » avec les communistes français, déclara que dans la Roumanie d'avant le communisme, « les boyards s'amusaient à tirer sur les paysans comme sur du gibier », ce qui déclencha les protestations, passées largement inaperçues, de l'historien Emil Turdeanu (ro) (exilé en France, professeur à la Sorbonne) et du dissident Virgil Ierunca (autre exilé travaillant à l'ORTF), car outre la fausseté de l'affirmation, au moment du tournage du film comme au moment de la déclaration de François Mitterrand, les Camps de travail forcé du Bărăgan (ro) étaient le principal lieu de travail forcé des prisonniers politiques de la dictature roumaine, avec une mortalité élevée en raison des conditions de détention et du climat.